# アライドプロテクター作戦
アライド・プロテクター作戦は、2009年3月から8月にかけて、アデン湾、インド洋、グアルダフイ海峡において、国際推奨輸送回廊（IRTC）内の海賊から海上ルートを守るためにNATO軍が実施した海賊対策の軍事作戦である。アライド・プロバイダー作戦に続く2回目のNATOの海賊対策作戦であり、オーシャン・シールド作戦に引き継がれた。
2009 年 3 月 24 日から 6 月にかけて、常設 NATO 海上グループ 1（SNMG1）により作戦が実施された。これまで東大西洋で活動していたSNMG1が東南アジアに派遣されるのは、これが初めて。2009年6月29日から8月までは、常設NATO海上グループ2（SNMG2）がSNMG1の任務を引き継いだ。

## 作戦
2009 年 3 月 16 日、SNMG1 はアデン湾に向けてソウダ湾を出航した。 
2009 年 3 月 28 日、USS ハリバートンは、アデン湾でモルディブ船籍の 37 メートル（121 フィート）ヨットのグランデッツァから海賊の緊急通報を受け た。同船は、少なくとも1隻の海賊船から機関銃とRPG-7による攻撃を受けていると報告した。シコルスキーSH-60シーホーク・ヘリコプター2機がハリバートンからスクランブル発進し、攻撃を中断させた。事件から距離があったため、海賊は NATO の水上部隊が到着する前に退却することができた。デ・ゼーヴェン・プロヴィンシェン はその後、Grandezza(レンタルボート) の乗組員にデブリーフィングを行い、攻撃時の声明と写真を入手した。
2009 年 4 月 18 日、現地時間午後 3 時頃、ウェーブ型給油艦はノルウェーの石油タンカー、MV フロント・アーデンヌに対する海賊の襲撃未遂を阻止した。ウィニペグ、ハリバートン、ウェーブ・ナイトが数時間に及ぶ追跡を行った結果、7 人の海賊が拘束された。NATO によれば、容疑者は尋問され国の規則に従って解放された。
2009年4月26日から27日にかけて、SNMG1はパキスタンのカラチに寄港しました。海賊の活動が活発化したため、シンガポールとオーストラリアの2都市への寄港が取消された。さらに、SNMG1の作戦参加終了時期が6月から5月に繰り上げられた。
2009年5月1日、NRPコルテ・レアルは、ノルウェーの石油タンカーMVキションに対する海賊襲撃未遂事件に介入した。唯一の海賊船がダウ船母船に退避し、後にNATO水上部隊に迎撃された。8 人のポルトガル海兵隊員が母船に乗り込み、容疑者 19 人を拘束し、数発の高性能爆薬を含む武器を回収した。Côrte-Realの指揮官によると、海賊船からこのような武器が回収されたのは初めてのことであった。
2009 年 5 月 24 日、カナダのフリゲート艦がソマリア沖で 2 隻の海賊船に乗り込み、装備、武器、弾薬を押収しました。 

## 配備されたユニット
次のユニットは、オペレーション アライド プロテクターに配備されました: 

### 立っている NATO 海洋グループ 1
| 国                                | 容器                                 | クラス                     | タイプ                   |
| --------------------------------- | ------------------------------------ | -------------------------- | ------------------------ |
| Portugal</img> Portugal           | NRP コルテ・レアル                   | Vasco da Gama クラス       | フリゲート               |
| Canada</img> Canada               | HMCS ウィニペグ                      | Halifax クラス             | フリゲート               |
| Netherlands</img> Netherlands     | HNLMS デ ゼーヴェン プロヴァンシエン | De Zeven Provinciën クラス | 防空および指揮フリゲート |
| Spain</img> Spain                 | Blas de Lezo                         | Álvaro de Bazán クラス     | フリゲート               |
| United States</img> United States | USS ハリバートン                     | Oliver Hazard Perry クラス | フリゲート               |

### スタンディング NATO 海上グループ 2
| 国                                  | 容器               | クラス                     | タイプ         |
| ----------------------------------- | ------------------ | -------------------------- | -------------- |
| Italy</img> Italy                   | Libeccio           | Maestrale クラス           | フリゲート     |
| Greece</img> Greece                 | Navarinon          | Elli クラス                | フリゲート     |
| Turkey</img> Turkey                 | TCGゲディス        | Oliver Hazard Perry クラス | フリゲート     |
| United Kingdom</img> United Kingdom | HMS コーンウォール | 22式ブロードソード         | フリゲート     |
| United States</img> United States   | USS ラブーン       | Arleigh Burke クラス       | デストロイヤー |